# Stand in Line
Stand in Line (рус. «Стоя на линии») — дебютный полноформатный студийный альбом американской хэви-метал группы Impellitteri. Выпущен 22 июня 1988 года на лейбле Relativity Records.

## Список композиций
| №                   | Название                                               | Текст песни                       | Музыка                            | Длительность |
| ------------------- | ------------------------------------------------------ | --------------------------------- | --------------------------------- | ------------ |
| 1.                  | «Stand in Line»                                        | Импеллиттери, Боннэт              | Импеллиттери, Боннэт              | 3:34         |
| 2.                  | «Since You've Been Gone (кавер на песню Russ Ballard)» | Баллард                           | Баллард                           | 3:58         |
| 3.                  | «Secret Lover»                                         | Импеллиттери, Боннэт              | Крис Импеллиттери, Боннэт         | 3:26         |
| 4.                  | «Somewhere Over the Rainbow»                           | инструментал                      | Арлен                             | 5:22         |
| 5.                  | «Tonight I Fly»                                        | Импеллиттери, Боннэт              | Импеллиттери, Боннэт              | 4:35         |
| 6.                  | «White and Perfect»                                    | Импеллиттери, Боннэт, Райт, Торпи | Импеллиттери, Боннэт, Райт, Торпи | 3:59         |
| 7.                  | «Leviathan»                                            | Импеллиттери, Боннэт, Райт, Торпи | Импеллиттери, Боннэт, Райт, Торпи | 3:55         |
| 8.                  | «Goodnight and Goodbye»                                | Импеллиттери, Боннэт              | Импеллиттери, Боннэт              | 4:01         |
| 9.                  | «Playing the Fire»                                     | инструментал                      | Импеллиттери                      | 2:38         |
| Общая длительность: | Общая длительность:                                    | Общая длительность:               | Общая длительность:               | 35:32        |

## Участники записи
- Грэм Боннэт — вокал;
- Крис Импеллиттери — электрогитара;
- Чак Райт — бас-гитара;
- Пэт Торпи — ударные;
- Филип Вольф — клавишные.